# Stutenhof

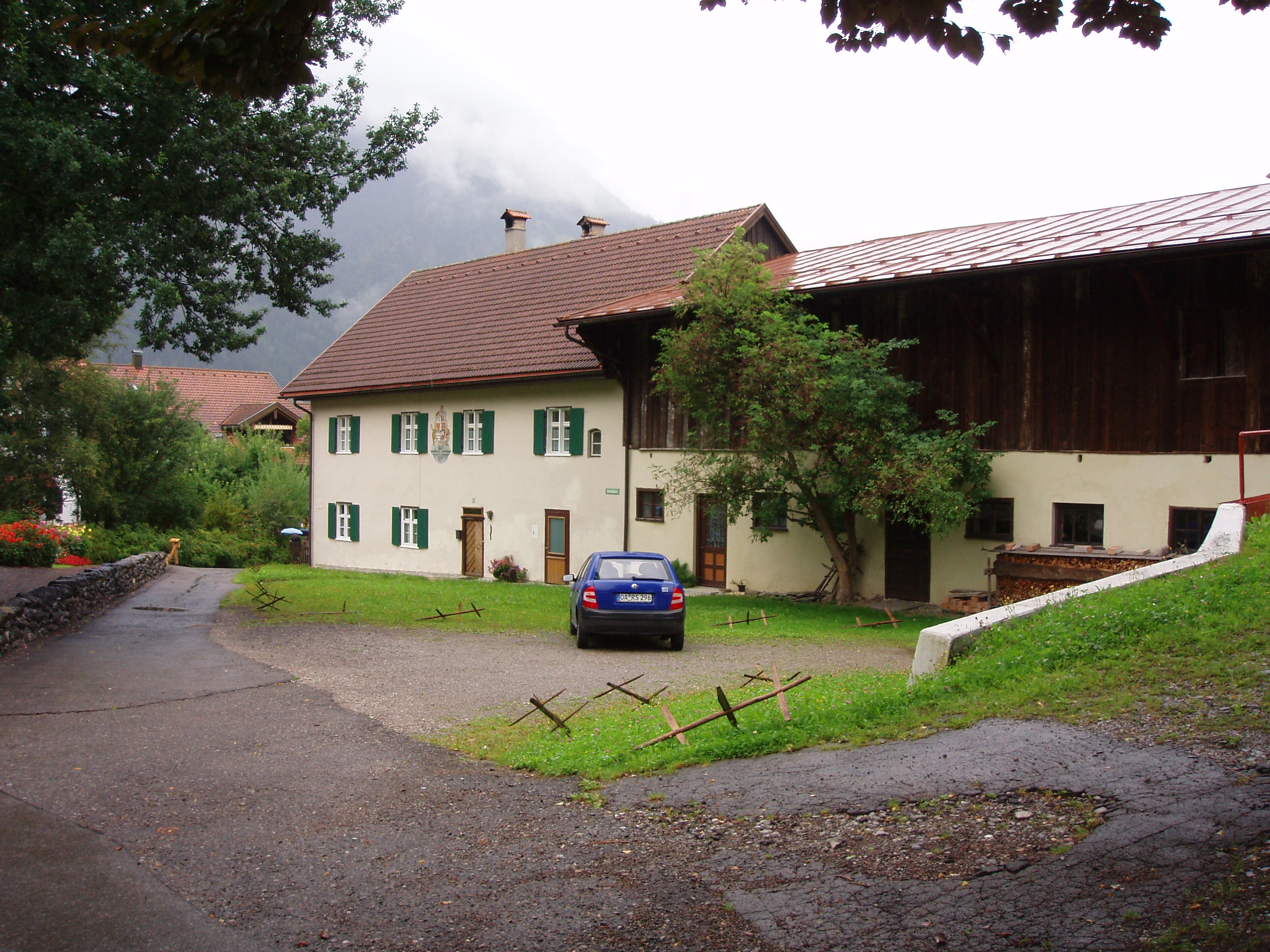
Der Stutenhof

Der ehemalige Stutenhof ist ein historisches Gebäude in Bad Hindelang.

## Geschichte
Schon 1529 hatten die Fugger eine Pferdezucht in Hindelang angelegt. 1646 wurde der Bau von Johann Franz Fugger, Graf zu Kirchberg und Weißenhorn, an den Salzfaktor Hans Scholl und den Hauptmann Hans Lipp verkauft. Später – laut einer Hinweistafel am Gebäude 1660 – wurde er von Fürstbischof Sigismund Franz, Erzherzog von Österreich, neu errichtet, 1666 folgte der Bau eines gesonderten Fohlenstadels. 1753 wurde der Hof auf bischöflichen Befehl hin in eine Sennerei umgewandelt. Von 1816 bis 1827 wurde er als Militärfohlenhof verwendet. Zwischen 1836 und 1840 wurden die Wirtschaftsgebäude zum Teil abgerissen. Reste des ummauerten Wirtschaftshofes sind an der Ostseite noch zu erkennen. Das Bauwerk befindet sich heute in Privatbesitz und ist nicht zu besichtigen.

## Bauwerk
Der massive zweigeschossige Bau ist gelb verputzt und trägt an der nördlichen Seite das Wappen des Fürstbischofs und Landgrafen von Hessen-Darmstadt Joseph. Hinter einer aufgedoppelten Haustür befindet sich ein Flur mit Tonnengewölbe und Stichkappen, in der Küche ein von Pfeilern gestütztes Kreuzgewölbe.